# Cosmus Bræstrup (arkitekt)
 Der er flere personer med dette navn, se Cosmus Bræstrup.
Cosmus Ernst Georg Bræstrup (23. april 1877 på Frederiksberg Slot – 9. marts 1944 i København) var en dansk arkitekt, der primært tegnede villaer ved siden af sit virke som embedsarkitekt.

## Karriere
Hans forældre var kaptajn, senere oberstløjtnant Tycho Bræstrup og Carolina Elisa Voss Hartwig. Bræstrup blev student 1896, tog filosofikum året efter, gennemgik Det tekniske Selskabs Skoles bygningsklasse 1896-97 og var i murerlære. Han blev optaget på Kunstakademiet i den almindelige forberedelsesklasse januar 1898 og gik en vinter på malerskolen. Han tog afgang som arkitekt januar 1910. Undervejs var han medarbejder hos F.C.C. Hansen i Sorø, Ulrik Plesner, Heinrich Wenck, Hans J. Holm, og Gotfred Tvede.
Cosmus Bræstrup var assistent ved Københavns Bygningsvæsen 1907, bygningsinspektør i kommunens 6. distrikt fra 1923, i 3. distrikt fra 1932 og i 2. distrikt fra 1938. Han var samtidig en årrække lærer i bygningsret ved Kunstakademiets Arkitektskole.
Han fik Dronning Alexandras stipendium 1915, Akademiets stipendium 1917 og Theophilus Hansens Stipendium 1919. Han rejste i 1899 til Lübeck, 1902-03 i Tyskland, Schweiz, Italien (Rom), 1913 Holland, Belgien, Weimar, Leipzig, 1921 i Prag, Wien, Jugoslavien, Grækenland (Athen), Italien (Lecce), Frankrig og England.

## Akvarelmaler
Bræstrup var en habil akvarelmaler og deltog i Skønvirkes udstilling 1909 (sølvtøj), Bygnings- og Havekunstudstillingen i Charlottenlund 1913, på Charlottenborg Forårsudstilling 1917, 1920, 1922 og 1926, på Liljevalchs i Stockholm 1918 og på Bygge- og Boligudstillingen i Forum København 1929.
Bræstrup blev gift 5. september 1906 på Frederiksberg med Karen Margrethe Ida Johanne Schäffer, kaldet Jacobsen (25. marts 1880 i København – 1. september 1932 ved Helsingør), datter af skuespiller Johan Ludvig Valdemar Schäffer og skuespillerinde Anna Theresia Jacobsen. Han er urnebegravet på Vestre Kirkegård.

## Værker
- Villa Nødebo, opr. Villa Solhejm, Strandvejen 787, Springforbi, for etatsråd, konsul Carl Norstrand til brug for hans svigersøn, baron Rudolph Wedell-Wedellsborg og datter (1908, nedrevet 2014)
- Villa Firkløver, Gammel Strandvej 232, Sletten, for kaptajn, senere kontreadmiral Christian Bastrup (1910-11)
- Villa, Vemmetofte Allé 32, Gentofte (1912, præmieret af Gentofte Kommune, ombygget)
- Villa, Taffelbays Allé 26, Hellerup (1912)
- Villa, Birchs Allé, Nyborg for sagfører Christian Quist (1912)
- Villa, Henningsens Allé 14, Hellerup, for telefondirektør Carl Richard Michelsen (1914)
- Villa, Clausensvej 6 (nu H. A. Clausens Vej 26) for overretssagfører Trier (1916)
- Villa, Vingårds Allé 17, Hellerup (1918)
- Ombygning og forenkling af landstedet Heslehøj for generaldirektør Ole Olsen, Baunegårdsvej 75A/Ole Olsens Allé 17, Gentofte (1915)
- Sommerhus for fru Elna Munch, Løvsangervej 4,  Kregme (1915, nedrevet omkr. 1980)
- Møens Discontobank, Storegade 54,  Stege (1915)
- Villa, H.A. Clausensvej 6 (1916)
- Ombygning af Dyresøgård ved Helsingør (1918)
- Møens Discontobank, Storegade 54-56, StegeVilla, Vingårds allé 17 (1918)
- Villa, Vingårds Allé 21, Hellerup (1921)
- Ombygning af Hellebækgaard, Hellebæk (1925)
- Villa, Henningsens Allé 40, Hellerup (1925)
- Villa, Egetoften 2 (1926)
- Villa, Gyldenlundsvej 28, Charlottenlund (1928)
- Villa, I.H. Mundts Vej 18, Holte (1929)
- Villa, Hummeltoftevej 45 (1929)
- Ejendom med lejligheder, Phistersvej 24, Hellerup (1927)
- Ejendom, Ålekistevej 66, Vanløse (1933)

### Dekorative arbejder
- Gravmæle for admiral C.A. Bruun (1911)
- Gravmæle for højesteretspræsident Cosmus Meyer (1941)